# روي كومر
رويْ كومر Roy Kummer (ولد في 7 يونيو 1966 في شيمنيتس والتي كانت تسمى حينها كارل ماركس شتات) هو أديب وصحفي ألماني.

## من أعماله
- أنيا وفليكس (كتاب للأطفال 1992)
- تبقى زاكسن شابة (كتاب متخصص للشباب 1999)
- فاوستينا ومفيستوفيليس – أو قبل أن تحدث كارثة (مسرحية 2002)